# Centre de villégiature et de congrès Lanaudière
Pour les articles homonymes, voir Saint-Jean-de-Matha.
Le Centre de Villégiature et de Congrès Lanaudière est un complexe de loisirs québécois situé à Saint-Jean-de-Matha dans la région de Lanaudière, dans la MRC de Matawin. Le complexe regroupe le Club de Golf St-Jean-de-Matha, les Super Glissades St-Jean-de-Matha et l’Auberge du CVC. 

## Histoire
Le Réseau CVC est une entreprise familiale, fondée par Roland Salvas. Tout a commencé en 1972, avec l’ouverture du premier 9 trous, le Club de Golf St-Jean-de-Matha. Deux ans plus tard, le club s’agrandit pour offrir un terrain complet de 18 trous en montagne. À cette même période, le centre de ski de fond de 66 kilomètres sera inauguré. Vers la fin des années 1980, la deuxième génération de Salvas prend place et inaugurent les Super Glissades St-Jean-de-Matha. Dans la première partie des années 1990, l’Auberge du Pro ouvre ses portes. En 2004, le théâtre golf voit le jour et deviendra en 2010 un Centre des Congrès complet.

## Club de Golf St-Jean-de-Matha
Le Club de Golf St-Jean-de-Matha a été fondé en 1972 par Roland Salvas. C’est un parcours classé médaille d’or par Canada Golf Magazine et un club de golf 4 étoiles selon l’Association des Terrains de golf du Québec. 
Le Centre de Villégiature et de Congrès de Lanaudière dispose d'un salle de réception pouvant accueillir 250 personnes et deux salles de réunion.

## Super Glissades St-Jean-de-Matha
Fondé en 1989, les Super Glissades sur tube détiennent les pistes les plus rapides du Québec, avec des descentes de plus de 100 km/h. Le complexe possède 30 pistes éclairées sur ses deux versants : famille et raft. D’autres activités hivernales sont aussi offertes telles que le patin sur glace, la raquette, le traineau à chevaux et le ski de fond.
Il figure dans le top 5 des activités à faire en hiver au Québec selon le guide Ulysse Les joies de l’hiver au Québec, édition 2012.

## Auberge du CVC Lanaudière
L’Auberge du Centre de Villégiature et de Congrès Lanaudière comprend des chambres, des condos et des chalets à louer. Les Chalets à louer possèdent quatre chalets situés sur le bord de l'eau et l'Auberge du Pro dispose de 20 chambres régulières et six condominiums complètement équipés.